# NGC 1557
NGC 1557 é um asterismo na direção da constelação de Hydrus. O objeto foi descoberto pelo astrônomo John Herschel em 1834, usando um telescópio refletor com abertura de 18,6 polegadas. 